# Gervásio Silva
Gervásio José da Silva (São José, 24 de maio de 1955 – Florianópolis, 14 de fevereiro de 2021) foi um político brasileiro, filiado ao Progressistas (PP). Foi prefeito de São José entre 1993 e 1996 e deputado federal por Santa Catarina por três legislaturas.

## Carreira
Nascido no dia 24 de maio de 1955, é filho de José Lino da Silva e Verônica dos Passos da Silva.
Entre os anos de 1979 e 1982, cursou Contabilidade na Universidade do Vale do Itajaí (UNIVALI) não obtendo êxito na conclusão da graduação.
Iniciou sua vida pública como vereador de São José, sua cidade natal no interior catarinense, por dois mandatos, de 1983 a 1988, pelo Partido Democrático Social (PDS), no qual havia se filiado em 1980, e de 1989 a 1992, pelo Partido Liberal (PL), para o qual passou em 1987. Em 1990, mudou de partido mais uma vez, indo para o Partido da Frente Liberal (PFL), que era o partido do prefeito Diócelis João Vieira. Com isso, foi secretário de Agricultura e Abastecimento, e depois, da Indústria, Comércio e Turismo na cidade durante os dois últimos anos daquela gestão.
Foi eleito vice-prefeito de São José nas eleições de 1992. Com o impeachment do titular Germano Vieira em 1993, assume o cargo de prefeito de São José, ficando até 1996. Disputou o cargo, agora como titular na chapa, nas eleições de 2004,mas  sem sucesso.
Foi deputado federal por Santa Catarina na 51ª legislatura (1999 — 2003), na 52ª legislatura (2003 — 2007) e na 53ª legislatura (2007 — 2011). Em 2007, deixou o PFL - que naquele ano passou a se chamar Democratas - rumo ao Partido da Social Democracia Brasileira (PSDB), o que levou a uma ação na justiça do DEM, que queria o mandato de volta por entender que pertencia ao partido. Em abril de 2008, o Tribunal Superior Eleitoral (TSE) decidiu a favor de Gervásio. Ele tentou renovar o mandato nas eleições gerais de 2010, mas não conseguiu após receber pouco mais de 59 mil votos ficando com a suplência tucana.
Em 2013, deixou o PSDB e filiou-se ao Partido Progressista (PP).

## Vida pessoal
Foi casado com Sônia Maria de Oliveira e Silva, com quem teve três filhos.

## Morte
Morreu em 14 de fevereiro de 2021 após complicações derivadas de uma cirurgia cardíaca, aos 65 anos de idade, em Florianópolis.